# Jules Monnerat
Jules François Monnerat (* 3. Oktober 1820 in Vevey; † 31. Oktober 1898 ebenda) war ein Schweizer Hoteldirektor, Unternehmer und Politiker.

## Biografie
Jules Monnerat gehörte zu einer Familie, die ursprünglich aus Savoyen stammte und seit 1736 in Vevey das Bürgerrecht besass. Er war ein Sohn des Holzhändlers Jacques François Monnerat und der Jeanne geb. Gaudard. Seine Schwester war Anne Henriette Monnerat. Sein Bruder François Monnerat erweiterte den Holzbetrieb des Vaters und kaufte zusammen mit Jules Monnerat 1848 eine Gipsmühle in Grandchamp in der Gemeinde Veytaux am Genfersee. François Monnerat baute eine Gipsfabrik und später noch ein Zementwerk und wurde zu einem führenden Baustofflieferanten im östlichen Teil des Kantons Waadt.
Monnerat war dreimal verheiratet, zuerst mit Augustine Marti, danach mit Sophie Elisabeth Mons und dann mit Anne Julie Rosalie Rätzer. Seine Tochter ist Sophie Maury-Monnerat.

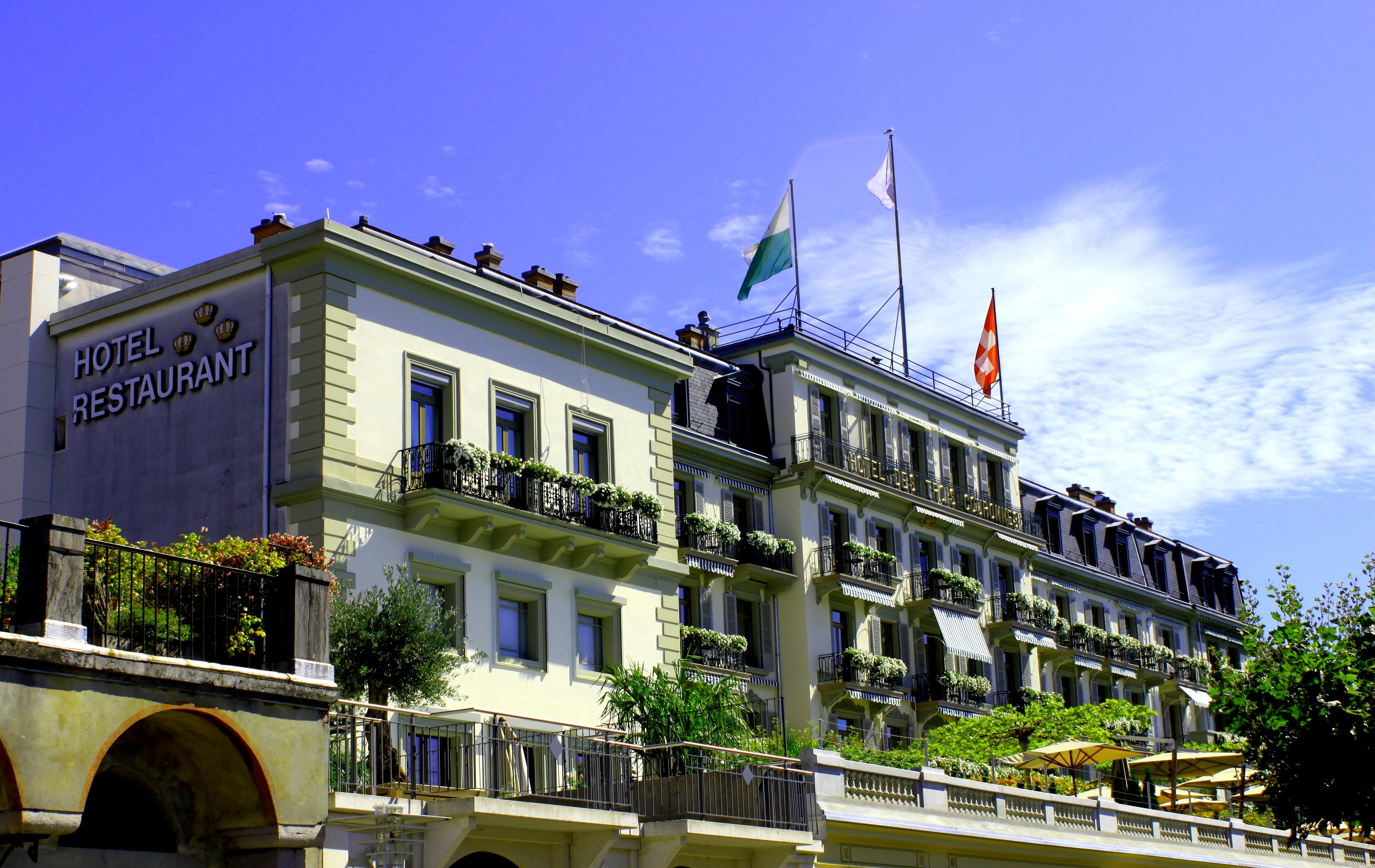
Das Hôtel des Trois Couronnes in Vevey

Jules Monnerat besuchte Schulen in Vevey, Yverdon und Stuttgart und absolvierte eine kaufmännische Ausbildung bei der Banque de Vevey. Von 1842 bis 1859 war er der Direktor des grossen Hotels des Trois-Couronnes in Vevey. Das Hotel hatten sein Schwiegervater Gabriel Monnet und sein Schwager Jean Louis Monnet (1801–1866) als eines der ersten Grand-Hotels in der Region kurz zuvor gegründet (kurz nach dem Bau des Hotels Byron in Villeneuve). Es wurde nach den Plänen des Architekten Jean Benjamin Philippe Franel errichtet und steht auf einem Grundstück in der Altstadt von Vevey zwischen der Hauptstrasse und dem Ufer des Genfersees. Es bot den Touristen, die mit den Genfersse-Dampfschiffen oder auf der Landstrasse nach Vevey kamen, eine luxuriöse Unterkunft am Fusse der Alpen, von wo aus sie in die Alpentäler weiterreisen oder in der näheren Umgebung Schloss Chillon besuchen konnten. Das Hotel zählt heute zu den Kulturgütern mit nationaler Bedeutung in Vevey.
Als Unternehmer engagierte sich Jules Monnerat später in der Nahrungsmittelindustrie und im Verkehrswesen. 1875 erwarb er zusammen mit drei Geschäftspartnern die von Henri Nestlé (1814–1890) gegründete Fabrik für Milchpulver und Nahrungsmittel für Kinder in Vevey. An der Gründung der neuen Firma waren der Mühlenbesitzer Pierre-Samuel Roussy (1813–1879), der Weinhändler Louis Mayor (1832–1896) und Gustave Marquis, Neffe von Jules Monnerat und Gutsbesitzer auf Châtelard bei Montreux, beteiligt. Monnerat prägte die Entwicklung des Unternehmens Farine Lactée Henri Nestlé als Verwaltungsratspräsident seit 1883 massgeblich.
Monnerat war um 1870 als Vizepräsident an der von Paul Cérésole, Politiker aus Vevey und Lausanne, geführten Bahngesellschaft beteiligt, die sich für den Bau einer Strecke durch den Simplon nach Italien einsetzte, und er leitete später als Präsident die Compagnie du chemin de fer du Simplon, die 1874 als Nachfolgerin der Compagnie de la Ligne d’Italie gegründet wurde und ihrerseits 1883 in der Westschweizer Bahnfirma Chemins de fer de la Suisse Occidentale aufging.
In der Kantonspolitik war Jules Monnerat von 1862 bis 1873 im Grossen Rat des Kantons Waadt und von 1873 bis 1876 als Bürgermeister (syndic) der Stadt Vevey tätig. Er gehörte zu den Gründern der Gasfabrik von Vevey, die im Jahr 1861 entstand.

## Denkmäler
In Vevey trägt der Uferraum beim Marktplatz am Genfersee vor dem Château de l'Aile den Namen Quai Monnerat, und in der Stadtkirche Sankt Martin ist das grosse, von Ernest Biéler geschaffene Glasfenster im Chorraum dem Andenken an den Politiker und Geschäftsmann gewidmet.